# 김애실
김애실(金愛實, 1946년 8월 1일~)은 대한민국의 정치인이다. 제17대 국회의원을 지냈다.
자강도 강계시에서 태어나 서울 장충초등학교, 경기여자중학교, 경기여자고등학교를 거쳐 1968년 미국 하와이 대학교에 입학하여 1972년 경제학 학사학위를 받고 같은 해 석사과정에 들어가 1974년 경제학 석사학위를 받은 다음, 다시 같은 해 박사과정에 들어가 1977년 경제학 박사학위를 받았다. 1978년 3월 전남대학교 경제학과 조교수가 되어 1980년 8월까지 재직하다가 학교를 옮겨 1980년 9월부터 국회의원이 되기 직전인 2004년 5월까지 한국외국어대학교 경제학과 교수로 재직하였다. 교수 재직 시, 1994년 3월부터는 한국외국어대학교 경상대학 학장도 겸임하였고, 1997년 4월에는 최저임금심의위원회 공익위원, 1998년 5월에는 국무총리 자문기구인 정책평가위원회 위원을 역임하였다. 2004년 5월 한나라당의 비례대표로 국회의원이 된 뒤, 2004년 7월부터 국회 여성위원회 위원장을 맡았다. 그 밖에도 한국여성경제학회 회장을 맡았다.

## 가족 관계
남편 박동운(朴東雲, 1941년 9월 1일 ~ , 단국대학교 경제학과 명예교수)과 1남 1녀를 두고 있다.

## 역대 선거 결과
| 실시년도 | 선거   | 대수 | 직책     | 선거구   | 정당     | 득표수      | 득표율          | 순위         | 당락 | 비고 |
| -------- | ------ | ---- | -------- | -------- | -------- | ----------- | --------------- | ------------ | ---- | ---- |
| 2004년   | 총선   | 17대 | 국회의원 | 비례대표 | 한나라당 | 7,613,660표 | \| \| 35.76% \| | 비례대표 1번 |      | 초선 |
|          | 35.76% |      |          |          |          |             |                 |              |      |      |

## 참고 자료
- 김애실 - 대한민국헌정회
- 네이버 인물검색